# Тюльган (станційне селище)
Тюльга́н (рос. Тюльган) — селище у складі Тюльганського району Оренбурзької області, Росія.

## Населення
Населення — 190 осіб (2010; 248 у 2002).
Національний склад (станом на 2002 рік):
- росіяни — 67 %